# 埃莉·罗巴克
埃莉·罗巴克（英語：Ellie Roebuck；1999年9月23日—），英格兰女子足球运动员，司职守门员，目前效力于阿士東維拉足球會和英格兰女子足球代表队。她曾代表英格兰参加2022年欧洲女子足球锦标赛和2023年国际足联女子世界杯等多场国际赛事。

## 球會生涯
2024年6月19日，巴塞罗那足球俱乐部宣佈罗巴克的加盟。
2025年7月8日，羅巴克重回英格蘭，與阿斯頓維拉簽訂了一份為期兩年的合約。